# Liste von Persönlichkeiten der Stadt Pappenheim

Wappen der Stadt Pappenheim

Die Liste der Persönlichkeiten der Stadt Pappenheim enthält in Pappenheim, einer Stadt im mittelfränkischen Landkreis Weißenburg-Gunzenhausen, geborene Persönlichkeiten sowie solche, die zu der Stadt einen Bezug haben, weil sie hier beispielsweise ihren (Haupt-)Wirkungskreis hatten, ohne selbst dort geboren zu sein. Alle Abschnitte sind jeweils chronologisch nach dem Geburtsjahr sortiert. Die Liste erhebt keinen Anspruch auf Vollständigkeit.

## Persönlichkeiten

### Söhne und Töchter der Stadt
- Georg von Pappenheim (* 1430; † 1485), Begründer der Treuchtlinger Linie derer von Pappenheim
- Sigmund von Pappenheim (* 1434; † 1496), Begründer der Alesheimer Linie derer von Pappenheim
- Conrad III. von Pappenheim († 14. April 1482), Jägermeister unter Herzog Wilhelm III. und herzoglicher Rat und sächsischer Hofmeister
- Johann Brodtwolff (* 1606; † 2. Mai 1653), Jurist
- Henrico Albicastro (* um 1660; † um 1730), Komponist des Barock
- Johann Alexander Döderlein (* 1675; † 1745), Weißenburger Gelehrter
- Karl Wolfgang Maximilian von Welck (* 27. Juli 1743; † 10. Dezember 1809), Kreisamtmann von Meißen und kursächsischer Hofrat
- Karl Theodor von Pappenheim (* 17. März 1771; † 26. August 1853), bayerischer Feldzeugmeister und letzter regierender Reichsgraf der Grafschaft Pappenheim
- Albert von Pappenheim (* 18. Juli 1777; † 1. Juli 1860), bayerischer General der Kavallerie, Schriftsteller und Abgeordneter
- Georg Jakob Strunz (* 24. Dezember 1781; † 23. Mai 1852), bayerischer Kapellmeister und Komponist
- Karl Stöber (* 1796; † 1865), deutscher Pfarrer und Heimatdichter
- Adelheid von Carolath-Beuthen (* 3. März 1797; † 29. April 1849), deutsche Autorin, Briefschreiberin und Landschaftsmalerin
- Johann Christian Wilhelm Dittmar (* 25. April 1801; † 31. Januar 1877), deutscher evangelisch-lutherischer Theologe, Pfarrer und Politiker
- Eduard Metzger (Friedrich Eduard Metzger) (* 13. Februar 1807; † 16. September 1894) war Architekt, Maler sowie Professor an der Technischen Universität München. Er studierte von 1825 bis 1828 bei Friedrich von Gärtner und vollendete nach dessen Tod 1847 bis 1850 das Siegestor in München
- Emma Niendorf (* 12. Juli 1807; † 7. April 1876), deutsche Schriftstellerin.
- Bertha Kipfmüller (* 28. Februar 1861; † 3. März 1948), Lehrerin, Frauenrechtlerin, Pazifistin und Privatgelehrte; erste Frau, die in Bayern zum Dr. phil. promoviert wurde
- Ludwig Magnus zu Pappenheim (* 10. März 1862; † 5. Juni 1905), bayerischer Hauptmann und Politiker
- Ferdinand Heuckenkamp (* 10. April 1862; † 9. April 1938), Romanist
- Sophie Hoechstetter (* 15. August 1873; † 4. April 1943), fränkische Schriftstellerin und Malerin
- Friedrich Köberlein (* 18. Oktober 1885; † 30. November 1964), SS-Führer
- Johannes Guthmann (* 24. Mai 1892; † 26. September 1976), Pädagoge
- Max Gutermuth (* 16. Juni 1858; † 10. März 1943), Hochschullehrer für Maschinenbau
- Gerhard Gollwitzer (* 7. Juni 1906, † 13. April 1973), 1946–1965 Professor der Staatl. Akademie der Bildenden Künste Stuttgart, Künstler und Schriftsteller
- Gerda Gollwitzer (* 1907; † 25. Januar 1996), Landschaftsarchitektin, Gartendenkmalpflegerin, Autorin und Herausgeberin
- Helmut Gollwitzer (* 29. Dezember 1908; † 17. Oktober 1993), evangelischer Theologe und Schriftsteller, Mitglied der Bekennenden Kirche während der NS-Zeit, später als Professor an der Freien Universität Berlin engagiert in der 68er Studentenbewegung
- Dieter Mayer (* 26. Januar 1934; † 9. Dezember 2022), Germanist
- Gerhard Güllich (* 1. März 1938) Konteradmiral und kommissarischer Präsident des Bundesnachrichtendienstes
- Christian Grillenberger (* 14. Oktober 1941; † 25. Mai 1998), Mathematiker
- Uwe Streb (* 17. April 1963), Eisschnellläufer
- Traugott Roser (* 21. August 1964), evangelischer Theologe, Pfarrer und Hochschullehrer
- Christine Splitgerber, Malerin

### Persönlichkeiten die vor Ort wirken, wirkten oder verstarben
- Johann Heinrich Zorn (1698–1748), Pfarrer und Ornithologe
- Emil Johannes Meyer (* 30. Juli 1885 in Frickenfelden (Ortsteil von Gunzenhausen); † 31. Oktober 1949 in Pappenheim), Autor bedeutender Schriften über historische Rechen- und Schreibmaschinen in zwei Bänden (Die Schreibmaschine und ihre Entwicklungsgeschichte, 1921, und Die Rechenmaschine und ihre Entwicklungsgeschichte, 1925)
- Friedrich Köberlein (* 18. Oktober 1885 in Pappenheim-Göhren; † 30. November 1964), SS-Führer
- Hans Roser (* 7. März 1931 in Claffheim; † 15. Juni 2005 in Roth), 1963 bis 1969 Landjugendpfarrer in Pappenheim
- John M. Shalikashvili (* 27. Juni 1936 in Warschau, Polen; † 23. Juli 2011 in Tacoma, Washington, USA), US-amerikanischer General und Vorsitzender des Vereinigten Generalstabs; lebte von 1945 bis 1953 als staatenloser Flüchtling in Pappenheim.
- Albrecht Bedal (* 20. März 1947 in Schwarzenbach an der Saale), Bauhistoriker und Architekt, lebt in Pappenheim

### Ehrenbürger der Stadt
- Johann Andreas Friedrich Hingkeldey (* 6. März 1812; † 25. August 1881)
- Friedrich Brebisius († 1896), Arzt
- Wilhelm Deisinger (* um 1820; † 15. März 1901)
- Hans Rukwid (* 9. Juli 1861; † 17. November 1944), Bürgermeister
- Sophie Hoechstetter (* 15. August 1873; † 4. April 1943), Schriftstellerin
- Bertha Kipfmüller (* 28. Februar 1861; † 3. März 1948), erste Frau, die in Bayern zum Dr. phil. promoviert wurde
- Wilhelm Kraft (* 2. Juni 1891; † 9. Februar 1969)
- Georg Nestler (* 1. Juli 1892; † 15. August 1976)
- Hans Navratil (* 28. August 1922), Stadtarchivar